# 烏塔莫
在托爾金的奇幻小說裡，烏塔莫（Utumno）（昆雅語，意為「深藏之處」），也稱Udûn（辛達林，意「地獄」），是魔苟斯的大本營，地底的大堡壘，阿爾達初造時米爾寇所建，位於英格林山脈（Ered Engrin）地底，伊露因的光芒在那裡既黯淡又冰冷。
烏塔莫共运作了约1149个维拉年，米爾寇从那裡派兵攻打兩盞巨燈，阿爾達開始腐敗，被捉入烏塔莫的精靈，出來的時候多半已經被扭曲成半獸人了。
在雙樹紀中，因精靈的出現，維拉攻打烏塔莫，米爾寇被俘虜回維林諾，烏塔莫因此被棄置。
米爾寇返回中土大陸後，在英格林山脈西邊盡頭重新建築一座新堡壘，名為安格班，索倫在那裡出沒。
在後來的魔多，Udûn是魔多北部一個小村落的名字，意思為「地獄」。